# Nicastro
Nicastro is een plaats (frazione) in de Italiaanse gemeente Lamezia Terme.